# Tribulus macropterus
Tribulus macropterus är en pockenholtsväxtart som beskrevs av Pierre Edmond Boissier. Tribulus macropterus ingår i släktet tiggarnötter, och familjen pockenholtsväxter.

## Underarter
Arten delas in i följande underarter:
- T. m. arabicus
- T. m. collenetteae
- T. m. mollis